# Micrathena balzapamba
Micrathena balzapamba là một loài nhện trong họ Araneidae.
Loài này thuộc chi Micrathena. Micrathena balzapamba được Herbert Walter Levi miêu tả năm 1985.